# Проїзд Єрмака
Прої́зд Єрмака́ — зниклий проїзд, що існував у Залізничному, нині Солом'янському районі міста Києва, місцевість Солом'янка. Пролягала від вулиці Єрмака до Данилівської вулиці.

## Історія
Виник у середині  XX століття як проїзд без назви. Назву проїзд Єрмака набув 1952 року. 
Ліквідований у зв'язку зі знесенням навколишньої малоповерхової забудови та переплануванням Солом'янки в 1971 році.